# Distretto di Shamboyacu
Il distretto di Shamboyacu è uno dei dieci distretti della provincia di Picota, in Perù. Si trova nella regione di San Martín e si estende su una superficie di 415,58 chilometri quadrati. Istituito il 29 gennaio 1965, ha per capitale la città di Shamboyacu; al censimento 2005 contava 5.637 abitanti.